# كارلوس ألبرتو بيريز ألكاراز
كارلوس ألبرتو بيريز ألكاراز (بالإسبانية: Carlos Alberto Pérez)‏ هو مدرب كرة قدم ولاعب كرة قدم باراغواياني في مركز الهجوم، ولد في 17 مايو 1984 في Yhú ‏ في باراغواي. لعب مع Deportivo Coopsol ‏.

## وصلات خارجية
- كارلوس ألبرتو بيريز ألكاراز على موقع قاعدة بيانات كرة القدم.إي يو (الإنجليزية)
- كارلوس ألبرتو بيريز ألكاراز على موقع Soccerway.com (الإنجليزية)